# Tim Cross (Musiker)
Tim Cross (eigentlich Timothy Kjell Cross; * 28. Juli 1955; † 9. Juli 2012) war ein englischer Musiker, Produzent und Arrangeur. Er produzierte Filmmusik und Jingles für Fernsehen, Kino und Radio. Von 1979 bis 1982 war er Keyboarder in der Band von Mike Oldfield. 1979 spielte er bei den Adverts.

## Leben
Aufgewachsen in einer musikalischen Familie, seine Mutter spielte Klavier und sein Vater sang Bariton, bekam Tim Cross bereits in früher Kindheit klassischen Klavierunterricht. Er beschäftigte sich hauptsächlich mit Mozart und Bach und kam erst nach seinem 14. Lebensjahr mit populärer Musik in Berührung. Das waren zunächst die Beatles, später Genesis, Pink Floyd, Yes und Frank Zappa.
Nach dem Studium am „Dartington College“ in Devon, wo er die Fächer Cembalo und Komposition belegte, begann er seine musikalische Karriere in der Werbebranche. Zunächst als Bibliothekar für Stimmungsmusik, Lektor und schließlich als Komponist für Jingles in einem Studio im Londoner West End. Nach zwei Jahren machte er sich selbstständig, schrieb und nahm weiter industrielle Musik auf.
Im Frühjahr 1979 lernte er Mike Oldfield kennen, mit dem er über die nächsten vier Jahre auf Tour ging. Über Tom Newman, der Tubular Bells produziert hatte und für das zweite Album der Adverts Cast of Thousands Keyboardklänge benötigte, entstand der Kontakt zu T. V. Smith und Gaye Advert. Obwohl Cross kein großes Interesse an Punkmusik hatte, schloss er sich als Keyboarder der Band an. Er passte weder von seiner musikalischen Vorbildung noch von seinem äußerlichen Erscheinungsbild zu einer Punkband, aber die Freundschaft und die Sympathie zu den Musikern hatte Vorrang. Er genoss es, gleichzeitig mit Mike Oldfield und der dazu völlig unterschiedlichen Punkband, den Adverts zu arbeiten. Auch nachdem sich die Adverts im Oktober 1979 aufgelöst hatten, arbeitete Tim Cross immer wieder mit T. V. Smith zusammen, spielte Keyboard bei „T. V. Smith Explorers“ und „Cheap“, stieg teilweise als Coproduzent bei Smiths Soloprojekten ein und unterstützte ihn als Keyboarder und Percussionmusiker.
1985 veröffentlichte Cross das Album Classical Landscape mit klassischen Arrangements. Er arbeitete auch weiterhin für die Werbebranche und produzierte zahlreiche Jingles für Fernsehen, Kino und Radio. Von 2003 bis 2005 spielte er vier Alben indischer Musik mit Dana Gillespie ein und war an Sessions mit Sally Oldfield, The Skids, Doll by Doll und Red Box beteiligt. Auf den Alben Auswärtsspiel und Zurück zum Glück hatte er ein Gastspiel bei den Toten Hosen. Zudem unterstützte Cross die spanische Punkband Suzy & Los Quattro auf deren Alben Stick with It im Jahr 2008 und Hank im Jahr 2011.
Tim Cross starb am 9. Juli 2012 an den Folgen von Lungenkrebs.